# Łotatniki
Łotatniki (ukr. Лотатники) – wieś na Ukrainie, w rejonie stryjskim obwodu lwowskiego. Wieś liczy 328 mieszkańców.
Wieś królewska położona na przełomie XVI i XVII wieku w powiecie stryjskim ziemi przemyskiej województwa ruskiego, w drugiej połowie XVII wieku należała do podskarbiny Wielkiego Księstwa Litewskiego Anny z Potoka Służczyny.
W II Rzeczypospolitej do 1934 samodzielna gmina jednostkowa. Następnie należała do zbiorowej wiejskiej gminy Daszawa w powiecie stryjskim w woj. stanisławowskiem. Po wojnie wieś weszła w struktury administracyjne Związku Radzieckiego.